# Frederick Gowland Hopkins
Sir Frederick Gowland Hopkins (født 20. juni 1861 i Eastbourne, Sussex, død 16. maj 1947 i Cambridge) var en britisk læge og biokemiker. I 1929 modtog han Nobelprisen i fysiologi eller medicin.
Hopkins blev 1913 professor i biokemi ved Cambridge University og var en af vitaminforskningens grundlæggere. I 1901 opdagede han aminosyren tryptofan. Herved kom han ind på spørgsmålet om æggehvidekroppenes betydning i biologisk henseende. Forsøg med rene substanser, hvilke han senere udførte på rotter, overbeviste ham snart om, at væksten bliver ufuldstændig og snart standser, hvis man udelukkende anvender fedt, æggehvide, kulhydrater, vand og salte. Hopkins påviste, at tilførsel af små mængder af mælk på ny satte gang i tilvæksten. Allerede i 1906 og 1909 meddelte Hopkins disse iagttagelser, men først i 1912 kom den udførlige publikation med beviset for et fedtløseligt vitamin som nødvendigt for væksten. Disse og Christiaan Eijkmans opdagelser af vitaminerne indebar en revolution inden for ernæringslæren og skabte også nye muligheder for at forstå en række bristsygdomme og deres forebyggelse. Velkendte er tillige Hopkins undersøgelser af mælkesyredannelsen i vævene ved at fra levende væv isolere emnet glutation. 